# 格林維爾 (印地安納州)
格林維爾（英語：Greenville）是一個位於美國印地安納州弗洛伊德縣的城鎮。

## 人口
根據2010年美國人口普查的數據，格林維爾的面積為2.02平方千米，當中陸地面積為2.02平方千米，而水域面積為0.00平方千米。當地共有人口595人，而人口密度為每平方千米295人。